# Tiritli
Tiritli su tradicionalni kolač iz Slavonije.
Brodske novine spominju ga 1937. godine. Dio "101 brodske priče" Zvonimira Toldija. Odnedavno je proglašen slavonskobrodskim suvenirom.
Puni se nadjevom od oraha, kao za orahnjaču. Nadjev može biti i od maka ili domaći pekmez. Ostali sastojci za izradu su brašno, maslac, šećer, žumanjak, kiselo vrhnje i šećer u prahu za posipavanje.